# 長浜村 (樺太)
長浜村（ながはまむら）は、日本の領有下において樺太に存在した村（指定町村）。

## 概要
- 亜庭湾に面していた。
- 村内には池辺濽湖や和愛湖、遠淵湖など大小の湖が存在した。

## 歴史
- 1915年（大正4年）6月26日 - 「樺太ノ郡町村編制ニ関スル件」（大正4年勅令第101号）の施行により行政区画として発足。長浜郡に所属し、大泊支庁が管轄。
- 1929年（昭和4年）4月1日 - 村内の一部が分立して遠淵村が発足。
- 1929年（昭和4年）7月1日 - 樺太町村制の施行により二級町村となる。
- 1942年（昭和17年）11月 - 所属郡が大泊郡に、管轄支庁が豊原支庁にそれぞれ変更。
- 1943年（昭和18年）4月1日
  - 「樺太ニ施行スル法律ノ特例ニ関スル件」（大正9年勅令第124号）が廃止され、内地編入。
  - 指定町村となる。
- 1945年（昭和20年）8月22日 - ソビエト連邦により占拠される。
- 1949年（昭和24年）6月1日 - 国家行政組織法の施行のため法的に樺太庁が廃止。同日長浜村廃止。

## 村内の地名
| - 長浜（旧名・地邊讃＝ちべさに） - 荒栗（あらくり） - 奥鉢（おこばち） - 和愛（わあい） - 酔越（よいごし） - 釜泊（かまどまり） - 内友（ないとも） | - 東長浜（ひがしながはま） - 白石（しろいし） - 初子浜（はっこはま） - 中宗谷（なかそうや） - 洞舟（ほらふね） - 藻岩（もいわ） - 礼文別（れぶんべつ） |

（）

## 地域

### 教育
以下の学校一覧は1945年（昭和20年）4月1日現在のもの。
- 樺太公立礼文国民学校
- 樺太公立奥鉢国民学校
- 樺太公立長浜国民学校
- 樺太公立荒栗国民学校